# Tjåkåtj-Jauratj
Tjåkåtj-Jauratj är en sjö i Jokkmokks kommun i Lappland och ingår i Luleälvens huvudavrinningsområde. Sjön har en area på 0,263 kvadratkilometer och ligger 413,2 meter över havet.

## Delavrinningsområde
Tjåkåtj-Jauratj ingår i det delavrinningsområde (742674-163629) som SMHI kallar för Inloppet i Låkkejaure. Medelhöjden är 466 meter över havet och ytan är 22,11 kvadratkilometer. Räknas de 3 avrinningsområdena uppströms in blir den ackumulerade arean 67,24 kvadratkilometer. Låkkejåkkå som avvattnar avrinningsområdet har biflödesordning 4, vilket innebär att vattnet flödar genom totalt 4 vattendrag innan det når havet efter 241 kilometer. Avrinningsområdet består mestadels av skog (96 procent). Avrinningsområdet har 0,55 kvadratkilometer vattenytor vilket ger det en sjöprocent på 2,5 procent.